# 大阪女性文芸賞
大阪女性文芸賞（おおさかじょせいぶんげいしょう）は、日本の文学賞。

## 概要
大阪女性文芸協会が主催し、読売新聞大阪本社、朝日新聞大阪本社、毎日新聞大阪本社、産経新聞大阪本社が後援、アサヒビール、日本トリムなどが協賛している。1983年、女性自らの手で運営する文学賞を設け、女性の文学の向上に役立つ活動をする組織を作ろうと、大阪府内の女性作家が中心になって大阪女性文芸協会が設立される。同年、大阪女性文芸賞が創設される。
小説が募集され、原則として自作・未発表のものに限られる。応募資格は、日本に居住する女性。規定枚数は、400字詰原稿用紙80枚まで。受賞作は、12月下旬までに新聞紙上で発表され、2月発行の文芸誌『鐘』に掲載される。受賞作には賞状と副賞30万円が、佳作には副賞5万円が贈られる。
2023年3月、第40回の授賞式をもって賞の休止が発表された。昨今、女性作家が文壇で活躍するようになり、女性限定の賞の存在意義が薄れてきたことなどが主な理由。

## 受賞作一覧
| 回（年）           | 賞        | 受賞者                  | 受賞作                                                  |
| ------------------ | --------- | ----------------------- | ------------------------------------------------------- |
| 第1回（1983年度）  | 受賞      | 青木智子                | 「港へ」                                                |
| 第1回（1983年度）  | 佳作      | 弓透子                  | 「メイン州のある町で」                                  |
| 第2回（1984年度）  | 受賞      | 吉田典子                | 「海のない港街」                                        |
| 第3回（1985年度）  | 受賞      | 久保田匡子              | 「裏の海」                                              |
| 第4回（1986年度）  | 受賞      | 西口典江                | 「凍結幻想」                                            |
| 第5回（1987年度）  | 受賞      | 弓透子                  | 「北の国」                                              |
| 第6回（1988年度）  | 受賞      | 山ノ内早苗              | 「朝まで踊ろう」                                        |
| 第6回（1988年度）  | 受賞      | 中村路子                | 「山姥騒動」                                            |
| 第7回（1989年度）  | 受賞      | 斎藤史子                | 「落日」                                                |
| 第8回（1990年度）  | 受賞      | 織部圭子                | 「蓮氷」                                                |
| 第9回（1991年度）  | 受賞      | 鳥海文子                | 「化粧男」                                              |
| 第10回（1992年度） | 受賞      | 近藤弘子                | 「うすべに街」                                          |
| 第11回（1993年度） | 受賞 佳作 | 葉山由希 衛藤夏子       | 「二階」 「明日吹く風」                                 |
| 第12回（1994年度） | 受賞      | 金真須美                | 「贋ダイアを弔う」                                      |
| 第13回（1995年度） | 佳作 佳作 | 松本睦 前川ひろ子       | 「先生の夏」 「歪んだトライアングル」                   |
| 第14回（1996年度） | 受賞      | 柳谷郁子                | 「月柱」                                                |
| 第15回（1997年度） | 受賞 佳作 | 畔地里美 青木和         | 「目礼をする」 「ボール箱」                             |
| 第16回（1998年度） | 受賞      | 大原加津子              | 「パラレル・ターン」                                    |
| 第16回（1998年度） | 佳作      | 今井絵美子              | 「もぐら」                                              |
| 第17回（1999年度） | 受賞 佳作 | 山村睦 ぱくまりこ       | 「あいつのためのモノローグ」 「バンヤン・ツリーの下で」 |
| 第18回（2000年度） | 受賞      | 内村和                  | 「心」                                                  |
| 第19回（2001年度） | 受賞 佳作 | 井上豊萌 出水沢藍子     | 「ボタニカル・ハウス」 「木瓜」                         |
| 第20回（2002年度） | 受賞      | 野見山潔子              | 「島に吹く風」                                          |
| 第21回（2003年度） | 受賞 佳作 | 吉澤薫 吉村奈央子       | 「遮断機」 「ウラジオストック」                         |
| 第22回（2004年度） | 受賞      | 鮒田トト                | 「純粋階段」                                            |
| 第23回（2005年度） | 受賞 佳作 | 川本和佳 田村喜恵子     | 「父の話」 「カンガルー俱楽部、海へ」                   |
| 第24回（2006年度） | 受賞 佳作 | 海東セラ 稲葉祥子       | 「連結コイル」 「髪を洗う男」                           |
| 第25回（2007年度） | 受賞 佳作 | 逸見真由 天六ヤヨイ     | 「桃の罐詰」 「けつね袋」                               |
| 第26回（2008年度） | 受賞 佳作 | 大西智子 和田ゆりえ     | 「ベースボールトレーニング」 「アヌビス」               |
| 第27回（2009年度） | 受賞 佳作 | 門倉ミミ 潮田真弓       | 「通夜ごっこ」 「空想キッチン」                         |
| 第28回（2010年度） | 受賞 佳作 | 片岡真 片島麦子         | 「ゆらぎ」「透明になった犬の話」                        |
| 第29回（2011年度） | 受賞 佳作 | 朝倉由希野 織部るび     | 「おかっぱちゃん」 「ヨブの風呂」                       |
| 第30回（2012年度） | 受賞 佳作 | 津川友香子 ひわきゆりこ | 「バロット」 「女子会であいましょう」                   |
| 第31回（2013年度） | 受賞      | 芦原瑞祥                | 「妄想カレシ」                                          |
| 第31回（2013年度） | 佳作      | 大坂千惠子              | 「パチンコ母さん」                                      |
| 第32回（2014年度） | 受賞      | 兼島優                  | 「オニヒトデ」                                          |
| 第32回（2014年度） | 佳作      | 眞住居明代              | 「冬の女」                                              |
| 第33回（2015年度） | 受賞      | 佐島沙織                | 「幻惑」                                                |
| 第33回（2015年度） | 佳作      | 西園春美                | 「羊羹純愛譚」                                          |
| 第34回（2016年度） | 受賞      | 飯田未和                | 「朝顔の家」                                            |
| 第34回（2016年度） | 佳作      | 和泉真矢子              | 「そうして」                                            |
| 第35回（2017年度） | 受賞      | 久保訓子                | 「かたわれ」                                            |
| 第35回（2017年度） | 佳作      | 加藤雅子                | 「ひょっこりひょうたん島とピーちゃん」                  |
| 第36回（2018年度） | 受賞      | 北脇果歩                | 「翔太」                                                |
| 第36回（2018年度） | 佳作      | 中沢由美子              | 「私だけ大きい」                                        |
| 第37回（2019年度） | 受賞      | 薛沙耶伽                | 「しかたのない羽」                                      |
| 第37回（2019年度） | 受賞      | 岡本佳奈                | 「ピンク」                                              |
| 第38回（2020年度） | 受賞      | 石田夏穂                | 「その周囲、五十八センチ」                              |
| 第38回（2020年度） | 佳作      | 高田智子                | 「尻に火が付く」                                        |
| 第39回（2021年度） | 受賞      | 中川朝子                | 「息ができない」                                        |
| 第39回（2021年度） | 佳作      | キンミカ                | 「いつかはモクズ」                                      |
| 第40回（2022年度） | 受賞      | 寺澤あめ                | ア・マザー                                              |
| 第40回（2022年度） | 受賞      | 堀越雪瑚                | 影み。                                                  |